# Acrida crassicollis
Acrida crassicollis är en insektsart som beskrevs av Lucien Chopard 1921. Acrida crassicollis ingår i släktet Acrida och familjen gräshoppor. Inga underarter finns listade i Catalogue of Life.